# Khakhea
Khakhea é uma vila localizada no Distrito do Sul em Botswana que possuía, em 2011, uma população estimada de 2 944 habitantes. É a maior vila do subdistrito Ngwaketse West.